# Ключборський повіт
Ключборський повіт (пол. powiat kluczborski) — один з 11 земських повітів Опольського воєводства Польщі.
Утворений 1 січня 1999 року в результаті адміністративної реформи.

## Загальні дані
Повіт знаходиться у північній частині воєводства.
Адміністративний центр — місто Ключборк.
Станом на 1.01.2008 населення становить 69 479 осіб, площа 851,73 км².

## Демографія
Демографічні дані повіту станом на 30.06.2005:
|       | Всього | Всього | Жінки  | Жінки | Чоловіки | Чоловіки |
| ----- | ------ | ------ | ------ | ----- | -------- | -------- |
|       | осіб   | %      | осіб   | %     | осіб     | %        |
| Повіт | 70 519 | 100    | 36 059 | 51,1  | 34 460   | 48,9     |
| Міста | 36 009 | 100    | 18 695 | 51,9  | 17 314   | 48,1     |
| Села  | 34 510 | 100    | 17 364 | 50,3  | 17 146   | 49,7     |